# Jean-Pierre Laurant
Jean-Pierre Laurant, né à Paris en 1935, est un historien français, ancien chargé de cours à l'École pratique des hautes études (EPHE, Ve section, des sciences religieuses).

## Biographie
Jean-Pierre Laurant fait ses classes au lycée Louis-le-Grand. Avec son épouse, Marthe (ils ont trois enfants, sept petits-enfants et deux arrières petits enfants), il est professeur d'histoire au lycée de Soissons. Docteur ès lettres (Paris XII-Val de Marne, 1989), à compter de 1975, il enseigne l’histoire des courants ésotériques aux XIXe et XXe siècles à l'École pratique des hautes études.
Il est membre associé du « Groupe, sociétés, religions, laïcité » du CNRS Paris. Spécialiste de René Guénon et des courants ésotériques, en particulier de l'ésotérisme chrétien en France aux XIXe et XXe siècles, il contribue à de nombreuses revues et dirige la rédaction de Politica hermetica.
Franc-maçon, de 1973 à 1975 il a été vénérable maître de la loge maçonnique « L'Union des Peuples » appartenant à l'obédience maçonnique de la Grande Loge nationale française. De 2001 à 2008, il a été maire de Vézaponin, petite commune rurale du Soissonnais.

## Publications
- Le sens caché dans l'œuvre de René Guénon, Lausanne, Suisse, L'Âge d'Homme, 1975, 282 p. (ISBN 2-8251-3102-4)
- Matgioi, un aventurier taoïste, Éditions Dervy, 1982  (ISBN 2-85076-151-6)
- René Guénon, Cahier de l'Herne, (dir.) ; avec la collab. de Paul Barbanegra, Paris, Éditions de l'Herne, 1985.
- Les Péladan, dir. avec Victor Nguyen, Lausanne- Paris, l'Âge d'Homme, 1990  (ISBN 978-2825100769).
- L'Ésotérisme chrétien en France au XIXe siècle, Lausanne-Paris, l'Âge d'Homme, 1992.
- L'Ésotérisme, Paris-Québec, Éditions du Cerf et Éditions Fides, 1993.
- L'Antimaçonnisme catholique, avec Émile Poulat, Paris, Berg International, 1994.
- Genesys (jeu d'aventure historique), Conseiller scientifique, 2000.
- Le Regard ésotérique, Paris, Bayard, 2001.
- René Guénon, Les enjeux d'une lecture, Paris, Dervy, 2006.
- Le Cerf, Jean-Pierre Laurant & Thierry Zarcone, Les Belles Lettres, Paris, 2017, 256 pages  (ISBN 978-2-251-44739-1)
- Guénon au combat, Des réseaux en mal d'institutions, Paris, L'Harmattan, 2019.